# Whitworth (Lancashire)
Whitworth is een civil parish in het bestuurlijke gebied Rossendale, in het Engelse graafschap Lancashire met 7500 inwoners.